# Sony Xperia SL
Sony Xperia SL — смартфон от компании Sony Mobile Communications, выпущенный 20 августа 2012 года.

## Технические характеристики
- Стандарт — GSM 900/1800/1900, 3G
- Тип — смартфон/коммуникатор
- Операционная система — Android 4.1.2(Jelly Bean)
- Тип корпуса — классический
- Материал корпуса — пластик
- Тип SIM-карты — Micro-Sim
- Вес — 144 г
- Размеры (ШxВхТ) — 64x128x10.6 мм
- Тип экрана — цветной TFT, 16.78 млн цветов, сенсорный
- Тип сенсорного экрана — мультитач, ёмкостный
- Диагональ — 4.3 дюйма
- Размер изображения — 720x1280
- Число пикселов на дюйм (PPI) — 342
- Автоматический поворот экрана — есть
- Тип мелодий — полифонические, MP3-мелодии
- Виброзвонок — есть
- Фотокамера — 12MPx., светодиодная вспышка, использована матрица  Exmor R™ CMOS
- Функции камеры — автофокус, цифровой Zoom 16x
- Распознавание — лиц
- Запись видеороликов — есть (3GPP, MP4)
- Макс. разрешение видео — 1920x1080
- Geo Tagging - есть
- Фронтальная камера — есть, 1.3 млн пикс.
- Воспроизведение видео - 3GPP, MP4, AVI
- Аудио — MP3, AAC, WAV, FM-радио
- Диктофон - есть
- Игры - есть
- Разъем для наушников — 3.5 мм
- Видеовыход - HDMI
- Интерфейсы — USB, Wi-Fi, NFC,  Bluetooth 3.0
- Спутниковая навигация — GPS/ГЛОНАСС
- Система A-GPS — есть
- Доступ в интернет — WAP, GPRS, EDGE, HSDPA, HSUPA, email POP/SMTP, email IMAP4, HTML
- Синхронизация с компьютером — есть
- Модем - есть
- Поддержка DLNA — есть
- Процессор — Qualcomm MSM8260, 1700 МГц
- Количество ядер процессора — 2
- Видеопроцессор — Adreno 220
- Объём встроенной памяти — 32 Гб, доступно пользователю 26 Гб
- Объём оперативной памяти — 1024 Мб
- Слот карт памяти - отсутствует
- Дополнительные функции SMS — ввод текста со словарем
- MMS — есть
- Тип аккумулятора — Li-Ion
- Ёмкость аккумулятора — 1750 мАч
- Время разговора — 7:15 ч: мин
- Время ожидания — 400 ч
- Время работы в режиме прослушивания музыки — 33 ч
- Громкая связь (встроенный динамик) — есть
- Профиль A2DP — есть
- Датчики — освещенности, приближения, гироскоп
- Поиск по книжке — есть
- Обмен между SIM-картой и внутренней памятью - есть
- Органайзер — будильник, калькулятор, планировщик задач